# گاتری (تگزاس)
گاتری، تگزاس (به انگلیسی: Guthrie, Texas) یک منطقهٔ مسکونی در ایالات متحده آمریکا است که در شهرستان کینگ، تگزاس واقع شده‌است.

## خصوصیات
گاتری ۱۶۰ نفر جمعیت دارد.